# Günther Ortmann
Günther Ortmann (Lubań, 30 de noviembre de 1916-10 de enero de 2002) fue un jugador de balonmano alemán de origen polaco. Fue un componente de la Selección de balonmano de Alemania.
Con la selección ganó la medalla de oro en los Juegos Olímpicos de Berlín 1936 y la medalla de oro en el Campeonato Mundial de Balonmano Masculino de 1938.